# Leopold Pfaundler von Hadermur
Leopold Pfaundler, seit 1910 Pfaundler von Hadermur (* 14. Februar 1839 in Innsbruck; † 6. Mai 1920 in Graz) war ein österreichischer Physiker, Alpinist und Aktivist in der Ido-Plansprachenbewegung.

## Wissenschaft
Pfaundler, Sohn eines Juristen, studierte in Innsbruck, München und Paris Chemie, Physik und Mathematik. Er promovierte am 27. Juli 1861 und wurde am 23. März 1866 Privatdozent für Physikalische Chemie. Am 29. August 1867 wurde er ordentlicher Professor für Physik an der Universität Innsbruck. 1887 wurde er auch wirkliches Mitglied der Wiener Akademie der Wissenschaften. 1891 berief man ihn als Professor für Physik an die Universität Graz. Pfaundler gelang es 1870 erstmals, einen kontinuierlichen elektrischen Strom mit Hilfe eines Elektromotors zu erzeugen. 1888 konstruierte er einen Projektor für Lissajous-Figuren.
Eine Arbeit von ihm von 1874 war zusammen mit einer von August Friedrich Horstmann (1873) die erste Anwendung des zweiten Hauptsatzes der Thermodynamik auf chemische Gleichgewichte.
Ab den 1870er Jahren war er einer der Herausgeber des als Müller-Pouillet bekannten Lehrbuchs der Physik (von Johann Heinrich Jacob Müller und Claude Servais Mathias Pouillet).

## Alpinismus
Ab 1859 begann Pfaundler als Student mit dem Bergsteigen und der Vermessung der Tiroler Gebirge. Mit seinen Gefährten Robert von Hörmann, Josef von Trentinaglia und Hugo von Enzenberg widmete er sich vor allem den noch schlecht beschriebenen Regionen des Karwendelgebirges, insbesondere der Gleirsch-Halltal-Kette. Im Zuge dieser Arbeiten, bei denen Pfaundler vermaß und kartierte während Hörmann, Trentinaglia und Enzenberg Geologie, Flora und Fauna beschrieben, gelang die Erstbesteigung mehrerer Gipfel, so des Hohen Gleirsch, der Jägerkarspitzen und des Gleirschtaler Brandjochs. 1861 wandte Pfaundler sich der Vermessung der Ötztaler und Stubaier Alpen zu. Wiederum bestieg er dabei, diesmal zusammen mit Ludwig von Barth und dem Bergführer Alois Tanzer, einige Gipfel zum ersten Mal, etwa die Östliche Seespitze, den Aperen Freiger und die Pfaffenschneide (alle 1863). 1869 war Pfaundler Mitunterzeichner des Aufrufs zur Gründung des Deutschen Alpenvereins (DAV). Zudem gehörte er im November 1869 zu den Gründungsmitgliedern der Sektion Innsbruck des DAV und war von 1869 bis 1874 Erster Vorsitzender der Sektion.

## Sonstiges
Pfaundler war einer der Stifter des Innsbrucker Turnvereins sowie des Corps Rhaetia.
Von 1909 bis kurz vor seinem Tod gab er die Deutsche Gozeitung heraus und war darüber hinaus Autor eines Go-Buches.
Pfaundler war Anhänger der Bewegung der internationalen Plansprache Ido. Er schrieb ein Kapitel für International language and science (London, Constable & Co., 1910), wie auch Louis Couturat, Otto Jespersen, Richard Lorenz und Wilhelm Ostwald. Im Jahre 1914 gab er auf Ido ein Photographielexikon heraus.
Am 10. August 1910 wurde Pfaundler in den Adelsstand erhoben und erhielt das Territorialprädikat „von Hadermur“.

## Werke
- Die Physik des täglichen Lebens: gemeinverständlich dargestellt. Deutsche Verlags-Anstalt, 1906
- Das chinesisch-japanische GO-Spiel: eine systematische Darstellung und Anleitung zum Spielen desselben. B. G. Teubner, 1908, online im Internet Archive
- Ludwig Barth, Leopold von Pfaundler, Die Stubaier Gebirgsgruppe. Wagner, 1865, Google Books
- Johann Müller, Leopold Pfaundler, Pouillet: Lehrbuch der Physik und Meteorologie. Friedrich Vieweg und Sohn, 1877
- Die Innsbrucker Studenten-Kompagnie 1859 und 1866. Verl. der „Neuesten“, 1917